# Castelo de Cortachy
O Castelo de Cortachy (em inglês:  Cortachy Castle) é um castelo do século XV localizado em Cortachy, Angus, Escócia.

## História
No mesmo local existia um outro castelo do século XIV, mas que já nada sobra; o castelo foi alvo de alterações bastantes significativas ao longo dos tempos, pelo tipo de pátio que apresenta julga-se datado do século XV.
Foi adquirido pela família Ogilvie em 1473.
Encontra-se classificado na categoria "B" do "listed building" desde 11 de junho de 1971.
Há relatos de que o castelo está assombrado.